# City of Boston
Die City of Boston war ein Passagierschiff der britischen Reederei Inman Line, das als Transatlantikliner eingesetzt wurde und zwischen 1865 und 1870 Passagiere, Post und Fracht von Liverpool nach New York beförderte. Im Januar 1870 verschwand die City of Boston mit 191 Menschen an Bord spurlos im Nordatlantik.

## Das Schiff
Der Segeldampfer City of Boston wurde 1864 im Meadowside-Dock der Werft Tod and MacGregor in Partick, einem Stadtteil von Glasgow, auf dem Fluss Clyde gebaut und im Januar 1865 fertiggestellt. Sein Rumpf war aus Stahl gebaut. Vom Kiel bis zum Oberdeck maß es 8,4 m. Eigentümer war die 1850 gegründete Gesellschaft Inman Line mit Sitz in Glasgow. In der zweiten Hälfte des 19. Jahrhunderts war die Inman Line eine der erfolgreichsten Reedereien im Passagierverkehr zwischen Europa und Nordamerika.
Die Schiffsklassifikationsgesellschaft Lloyd’s Register in London und die Versicherungsgesellschaft Liverpool Underwriter’s Maritime Association in Liverpool ordneten das Schiff in ihre höchsten Kategorien ein. Sieben bis zum Oberdeck reichende Schotts unterteilten den Rumpf in acht wasserdichte Abteilungen. Die Passagierunterkünfte waren komfortabel ausgestattet und möbliert und wurden durch ein Ventilationssystem mit Frischluft versorgt. Der Hauptsalon maß 12,2 mal 5,5 m und war 2,3 m hoch. Vom äußeren Erscheinungsbild her war es der 1863 in Dienst gestellten City of London nachempfunden.
Am 8. Februar 1865 legte die City of Boston in Liverpool zu ihrer Jungfernfahrt nach New York via Queenstown ab. Auf dieser Route blieb das Schiff während seiner gesamten Dienstzeit. Die letzte Fahrt auf Westkurs vollendete sie am 13. Januar 1870, als sie zehn Tage nach der Abfahrt in Liverpool in New York eintraf. Anschließend begannen die Vorbereitungen für die Rückfahrt nach England.

## Das Verschwinden
Am Dienstag, dem 25. Januar 1870, legte die City of Boston in New York unter dem Kommando von Kapitän J. J. Halcrow zu einer weiteren Atlantiküberquerung ab. Drei Tage später, am 28. Januar, legte sie in Halifax einen Zwischenstopp ein und lief anschließend in den Atlantischen Ozean aus. An Bord befanden sich neben 84 Besatzungsmitgliedern 107 Passagiere, davon 55 in der Ersten Klasse und 52 in der Dritten Klasse. Unter den Passagieren befanden sich einige Offiziere der Royal Artillery sowie 19 Frauen und 13 Kinder.
Nach dem Verlassen von Halifax wurde die City of Boston nicht mehr gesehen, sie kam nie in Liverpool an. Es wurden weder Trümmer noch menschliche Überreste gefunden, daher ist unklar, was dem Schiff zustieß. Kapitän Hackett vom Schoner Charles Tupper, der am 8. Februar 1870 in Halifax einlief, berichtete, dass er am Abend des 31. Januar vor Sable Island ein großes Dampfschiff mit drei Masten gesehen habe, das verschiedenfarbige Notraketen abfeuerte. Das Schiff sei dann aber verschwunden. Die Inman Line hielt dieses Schiff nicht für die City of Boston, da diese ihrer Meinung nach zum angegebenen Zeitpunkt Sable Island bereits weit hinter sich gelassen haben musste.

## Auswirkungen und Vermutungen
Das Verschwinden der City of Boston löste auf beiden Seiten des Atlantiks Bestürzung aus und hatte ein großes Medienecho zur Folge. Am 17. März 1870 meldete die Presse, dass das Schiff am frühen Morgen des Vortags in Queenstown eingelaufen sei. Die Freude der Angehörigen war aber nur von kurzer Dauer; bald stellte sich heraus, dass die Informationen, die den Zeitungen zugegangen waren, falsch waren. Ob es sich um einen Irrtum oder einen üblen Scherz handelte, ist nicht bekannt. David M. Stone, Präsident der Associated Press, setzte für Hinweise, die zum Auffinden des Urhebers der Nachricht führen würden, eine Belohnung von 500 US-Dollar aus, aber ohne Erfolg.
An der Küste von Cornwall wurde später ein Rettungsboot gefunden, das der City of Boston zugeschrieben wurde. In eine der Planken war Berichten zufolge die Mitteilung eingeritzt, dass das Schiff gesunken sei. Im Februar 1913 wurde außerdem eine Flaschenpost gefunden, die anscheinend an Bord der City of Boston geschrieben worden war. Unter der Überschrift „S.S. City of Boston, 4. Februar 1870“ war zu lesen, dass das Schiff schnell sank, zudem brannte, dass der Propeller gebrochen war und dass bereits vier Menschen über Bord gegangen waren. Da die Namen, mit denen das Papier unterzeichnet war, nicht auf der Mannschaftsliste auftauchen, wurde die Echtheit der Flaschenpost angezweifelt.
Kurz zuvor war der dreiflügelige Propeller des Schiffs durch einen zweiflügeligen ersetzt worden. Es wurde hinterher angenommen, dass dieser nicht stark genug war, um die City of Boston durch schlechtes Wetter und schwere See zu bringen. Zu den Theorien zur möglichen Ursache des Untergangs zählten ein Hurrikan, der am 29. Januar vor Sable Island gemeldet wurde, sowie die Kollision mit einem Eisberg.
Es wurde auch angemerkt, dass die City of Boston den Hafen von New York mit Passagieren und Fracht vollkommen überladen verlassen und sich zudem in einem nicht seetauglichen Zustand befunden habe. Ihre Ladung bestand aus 390 Tonnen Rindfleisch, 486 Ballen Baumwolle, 36 Ballen Hopfen, 12 Kisten mit Nähmaschinen, 18 Tonnen Presskuchen, 88.500 Pfund Mehl, 189.700 Pfund Speck, 10.376 Pfund Weizen und 82.672 Pfund Talg. Mehreren Augenzeugenberichten zufolge soll das Schiff bei der Abfahrt ungewöhnlich tief im Wasser gelegen haben.